# Máscaras de Rumania

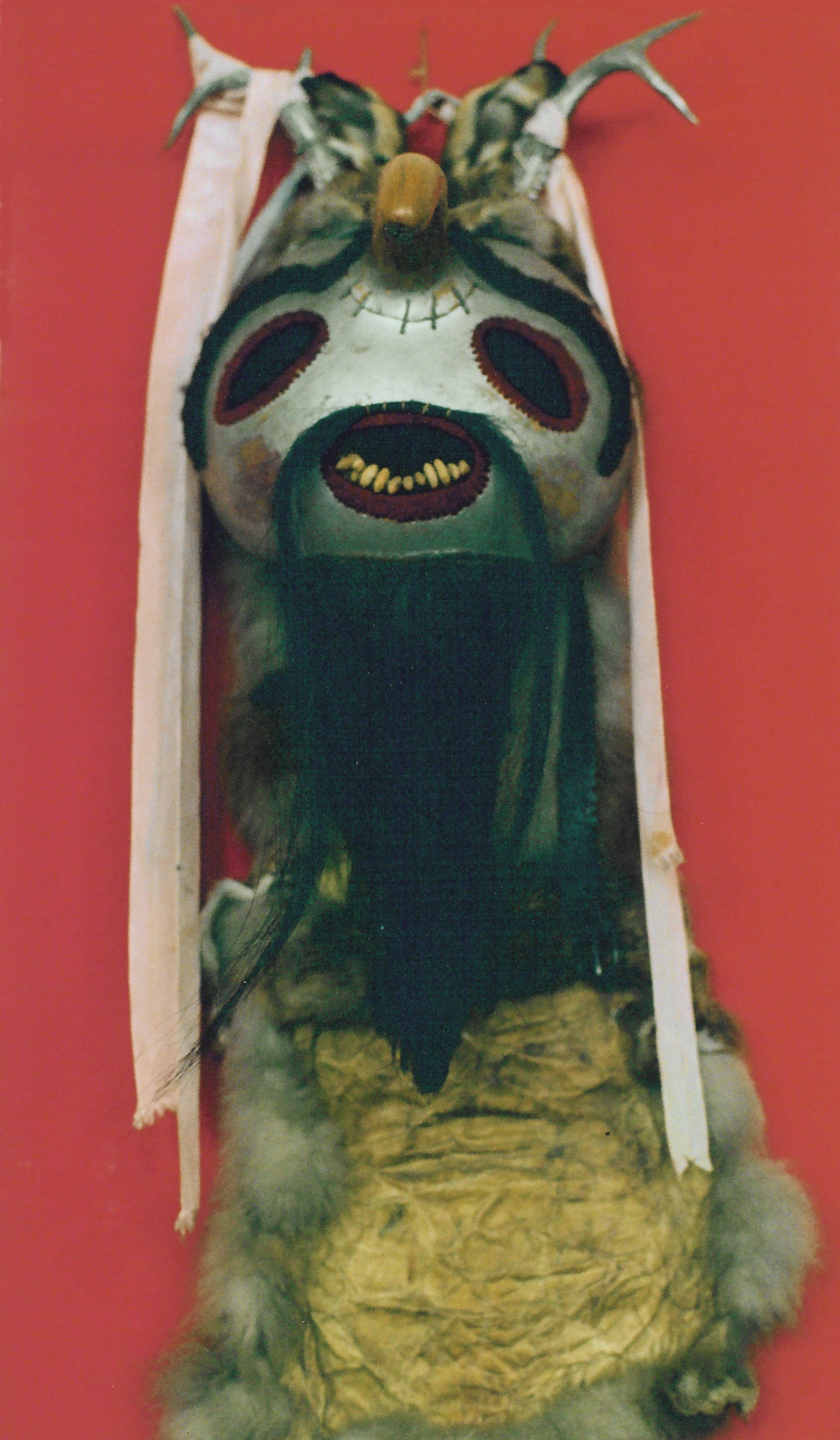
Máscara de danza campesina. Museo del campesino, Bucarest.

Las máscaras tradicionales de Rumania tienen funciones rituales y carnavalescas.
Entre Navidad y Año nuevo, en diversas ciudades rumanas se usan en la celebraciones folclóricas como la danza del chivo y la danza del oso. En ellas se usan máscaras con armazón de madera cubierto con una alfombra tejida a mano y adornada con cintas multicolores, borlas y pequeños trozos de espejo y cuernos o piel de los animales que representan o evocan. La cabeza de la ‘cabra’ se mueve con un burdo sistema de palanca que hace que la mandíbula móvil siga el ritmo de la danza. La popular “danza de la cabra” o “procesión de la cabra” incluye, además de la cabra, personajes secundarios como gitanos, chivos, etcétera. En Moldavia, máscaras acolchadas evocando osos sirven de casco para la representación tradicional de la batalla de Ruginoasa.